# Robert Andras
Robert Knight Andras PC (* 20. Februar 1921 in Lachine, Montreal, Québec; † 17. November 1982) war ein kanadischer Unternehmer und Politiker der Liberalen Partei, der mehrmals Abgeordneter des Unterhauses sowie Minister war.

## Leben
Andras trat als Soldat der Canadian Army bei und nahm am Zweiten Weltkrieg teil. Später blieb er Angehöriger der Armee und wurde zuletzt zum Major befördert. Nach seinem Ausscheiden aus der Armee war er als in der Privatwirtschaft tätig und wurde zunächst 1958 Geschäftsführer des Autohandelsunternehmens Gibson Motors Ltd., dessen Eigentümer er 1960 wurde.
Bei der Unterhauswahl vom 8. November 1965 wurde er als Kandidat der Liberalen Partei erstmals zum Abgeordneten des Unterhauses gewählt und vertrat dort zunächst bis zur Unterhauswahl am 22. Mai 1979 den Wahlkreis Port Arthur sowie anschließend bis zu seinem Ausscheiden aus dem Unterhaus am 17. Februar 1980 den Wahlkreis Thunder Bay-Nipigon. Zu Beginn seiner Parlamentszugehörigkeit war er Mitglied verschiedener Ständiger Ausschüsses des Unterhauses.
Am 6. Juli 1968 wurde Andras von Premierminister Pierre Trudeau erstmals in die 20. Regierung Kanadas berufen, und zwar zunächst als Minister ohne Geschäftsbereich. Im Rahmen einer Kabinettsumbildung wurde er am 30. Juni 1971 Staatsminister für urbane Angelegenheiten und danach am 28. Januar 1972 Minister für Konsumenten- und Unternehmensangelegenheiten. Bei einer erneuten Regierungsumbildung ernannte ihn Trudeau am 27. November 1972 zum Minister für Arbeitskräfte und Einwanderung, ehe er am 14. September 1976 Präsident des Schatzamtes wurde. Zuletzt war Andras im 20. Kabinett vom 24. November 1978 bis zum 3. Juni 1979 Staatsminister für wirtschaftliche Entwicklung.